# Черат
Черат (англ. Cherat) — город в Пакистане, расположен в округе Наушера провинции Хайбер-Пахтунхва. В городе находится место дислокации пакистанского спецназа. Население — 2 585 чел. (на 2010 год).

## История
В Черате был построен санаторий для британских военнослужащих в 1861 году. Также британцами были построены больницы, церкви и несколько бунгало.

## Население
В 1901 году в городе проживало всего 376 жителей. По результатам переписи 1998 года в Черате проживало 2 477 человек.